# Jean Charles Athanase Peltier
Jean Charles Athanase Peltier (Ham, 22 febbraio 1785 – Parigi, 27 ottobre 1845) è stato un fisico francese, scopritore del fenomeno per cui una corrente elettrica che attraversa due giunzioni tra metalli diversi produce un trasferimento di calore. Il fenomeno è chiamato in suo onore effetto Peltier e su di esso si basa il componente noto come cella di Peltier.